# Herbert Percy Horne
Herbert Percy Horne (Londra, 1864 – Firenze, 1916) è stato un collezionista d'arte e storico dell'arte britannico, celebre per aver fondato, con la donazione della sua collezione personale, il Museo Horne di Firenze.

## Biografia
Horne, dopo essersi interessato di molteplici discipline, tra cui la musica, la letteratura e l'architettura, ed essere entrato nel mondo dell'antiquariato e del commercio d'arte, stabilì la sua dimora definitivamente a Firenze verso la fine dell'Ottocento, quando si dedicò al collezionismo ed allo studio dell'arte rinascimentale, pubblicando nel 1908, tra l'altro, un tuttora importante studio su Botticelli. 
Nel 1911, dopo aver saggiato varie possibilità, acquistò il palazzo Corsi in via de' Benci, che ristrutturò a sue spese ricreando uno dei migliori esempi di abitazioni in stile rinascimentale, collezionando strenuamente dagli oggetti antichi di uso quotidiano ai pezzi di arredo, fino a importanti opere d'arte. Alla sua morte donò il palazzo - con le collezioni annesse - al Comune di Firenze che, dopo averne completato l'arredo e la sistemazione, lo aprì come museo. 
Fu sepolto nel Cimitero degli Allori.